# قربانی حیوانات در هندوئیسم

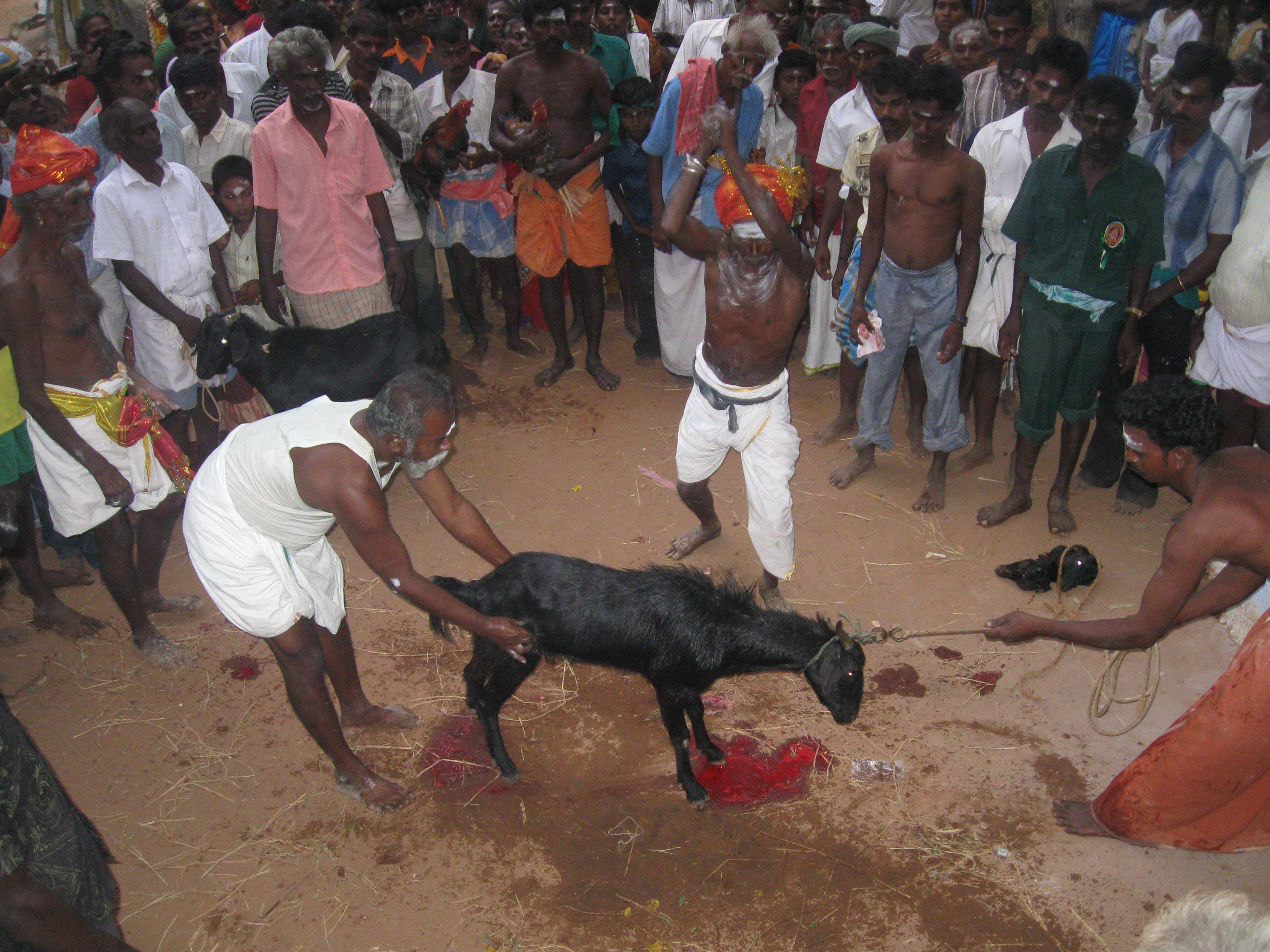
بزی که در جشنواره معبدی در تامیل نادو قربانی می‌شود.

قربانی حیوانات در هندوئیسم یکی از آیین‌های مذهبی باستانی است که ریشه در متون ودایی دارد و در برخی مناطق هند و نپال همچنان اجرا می‌شود. با گذشت زمان و تأکید بر اصل آهیمسا (پرهیز از خشونت)، این آیین در بسیاری از جوامع هندو کاهش یافته یا به‌طور کامل کنار گذاشته شده است.

## پیشینه و متون مقدس
در متون ودایی، به‌ویژه در یاجورودا، آیین‌هایی مانند ااشوامدا (قربانی اسب) و پشومدهه (قربانی جانور) توصیف شده‌اند. این مراسم‌ها غالباً در سطح سلطنتی انجام می‌شدند و هدف آن‌ها جلب رضایت خدایان و تحکیم قدرت سیاسی و اجتماعی شاهان بود.

## تغییر نگرش در دوران‌ بعدی
با رشد مکاتب فلسفی نظیر ودانته و گسترش آیین باکتی، نگرش به قربانی حیوانات تغییر یافت. اصل آهیمسا، که در آیین‌هایی همچون جین‌گرایی و بودیسم نیز ریشه دارد، در هندوئیسم نیز جایگاه بالاتری یافت و باعث افول بسیاری از آیین‌های خشونت‌آمیز شد.
در برخی پورانه‌ها، آمده است که در عصر حاضر (کالی یوگا)، انجام قربانی حیوانی دیگر پذیرفته‌شده نیست و تنها نیت پاک و پیشکش‌های ساده مطلوب است.

## مراسم‌ امروزی
در قرون اخیر و حتی امروز، برخی جوامع محلی به‌ویژه در ایالت‌هایی چون اودیشا، آسام، بنگال غربی و نپال، هنوز به اجرای آیین قربانی حیوانات ادامه می‌دهند. در این آیین‌ها معمولاً بز، گاومیش یا پرندگان به عنوان پیشکش برای الهه‌ای محلی (معمولاً نماد شاکتی) قربانی می‌شوند.

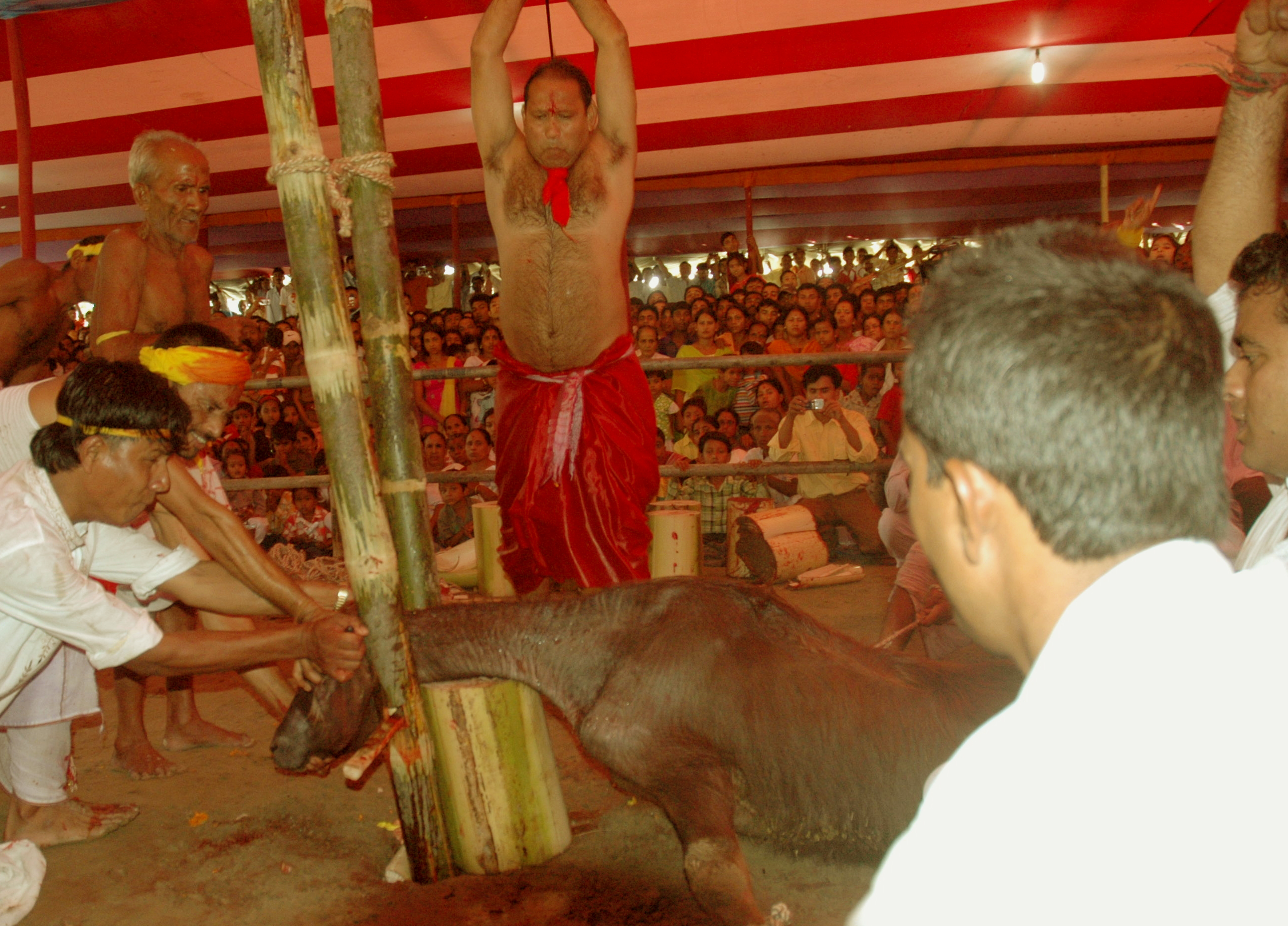
گوسالهٔ نر گاومیش که قرار است توسط یک روحانی در جشن دورگا پوجا قربانی شود. با این حال، قربانی گاومیش در هند معاصر نادر است.

مراسم‌هایی نظیر جشنواره گادهیمای در نپال که هر پنج سال یک‌بار برگزار می‌شود، از جمله نمونه‌های بزرگ این آیین است. در دوره‌هایی از این جشن، ده‌ها هزار حیوان قربانی می‌شوند.

## دیدگاه‌های انتقادی
فعالان حقوق حیوانات، گروه‌های محیط‌زیستی و برخی اصلاح‌گران دینی، آیین قربانی حیوانات را مورد انتقاد قرار داده و خواهان ممنوعیت کامل آن شده‌اند. برخی ایالت‌های هند قوانینی برای محدود کردن یا ممنوع کردن این گونه مراسم وضع کرده‌اند.
از سوی دیگر، مدافعان این آیین‌ها، آن را بخشی از «درمه» و هویت فرهنگی و دینی خود می‌دانند و معتقدند که این سنت‌ها قرن‌ها حفظ شده و باید با احترام ادامه یابند.

## نتیجه‌گیری
هرچند هندوئیسم طیفی گسترده از نگرش‌ها و آیین‌ها را در بر می‌گیرد، اما روند کلی در سده‌های اخیر به سوی ترک خشونت و جایگزینی آیین‌های نمادین به‌جای قربانی واقعی پیش رفته است. با این حال، بقایای سنت‌های قربانی در برخی مناطق همچنان بازتابی از پیوند عمیق دین، فرهنگ و زندگی روزمره در جوامع محلی است.